# Yujing
Yujing (chinesisch 玉井區, Pinyin Yùjǐng Qū, taiwanisch: Gio̍k-chéⁿ-khu) ist ein Bezirk der regierungsunmittelbaren Stadt Tainan im Südwesten der Republik China auf Taiwan.

## Lage und Beschreibung
Yujing liegt im Osten des Stadtgebiets von Tainan. Der Bezirk hat angenähert die Form eines Dreiecks mit den Seitenlängen 11 bis 14 Kilometer. Die Nachbarbezirke sind Nanhua im Südosten, Zuozhen im Südwesten, Shanshang und Danei im Westen und Nanxi im Nordosten.
Yujing liegt im südlichen Abschnitt der Alishan-Bergkette, die eine Art Vorgebirge vor dem eigentlichen Taiwanischen Zentralgebirge darstellt. Das Stadtzentrum von Tainan ist etwa 36 Kilometer entfernt.
Das Terrain besteht an den meist bewaldeten Berghängen aus Kalkstein, im Bereich von Sanxiangong (三仙宮, im Ortsteil Wangming), Mangzimang (芒仔芒, im Ortsteil Sanhe) und Neicenglin (內層林, im Ortsteil Cenglin) gibt es Tonböden und ansonsten herrscht ein sandiger Lehmboden vor. Letzterer eignet sich aufgrund seiner geringeren Wasserbindungskapazität nicht gut zum Nassreisanbau, weswegen hier Obstkulturen vorherrschen.
Das Klima Yujings ist subtropisch mit einer Jahresmitteltemperatur von 23,7 °C. Wärmster Monat ist der Juli mit durchschnittlich 28,4 °C und der kälteste Monat ist der Januar mit durchschnittlich 16,6 °C. Der Jahresniederschlag von 2210 mm fällt überwiegend während der Regenzeit in den Monaten Mai bis September, während der Rest des Jahres relativ trocken ist. Die Sonnenscheindauer liegt bei 1688 Stunden jährlich und durchschnittlich 4,6 Sonnenstunden täglich.

## Geschichte

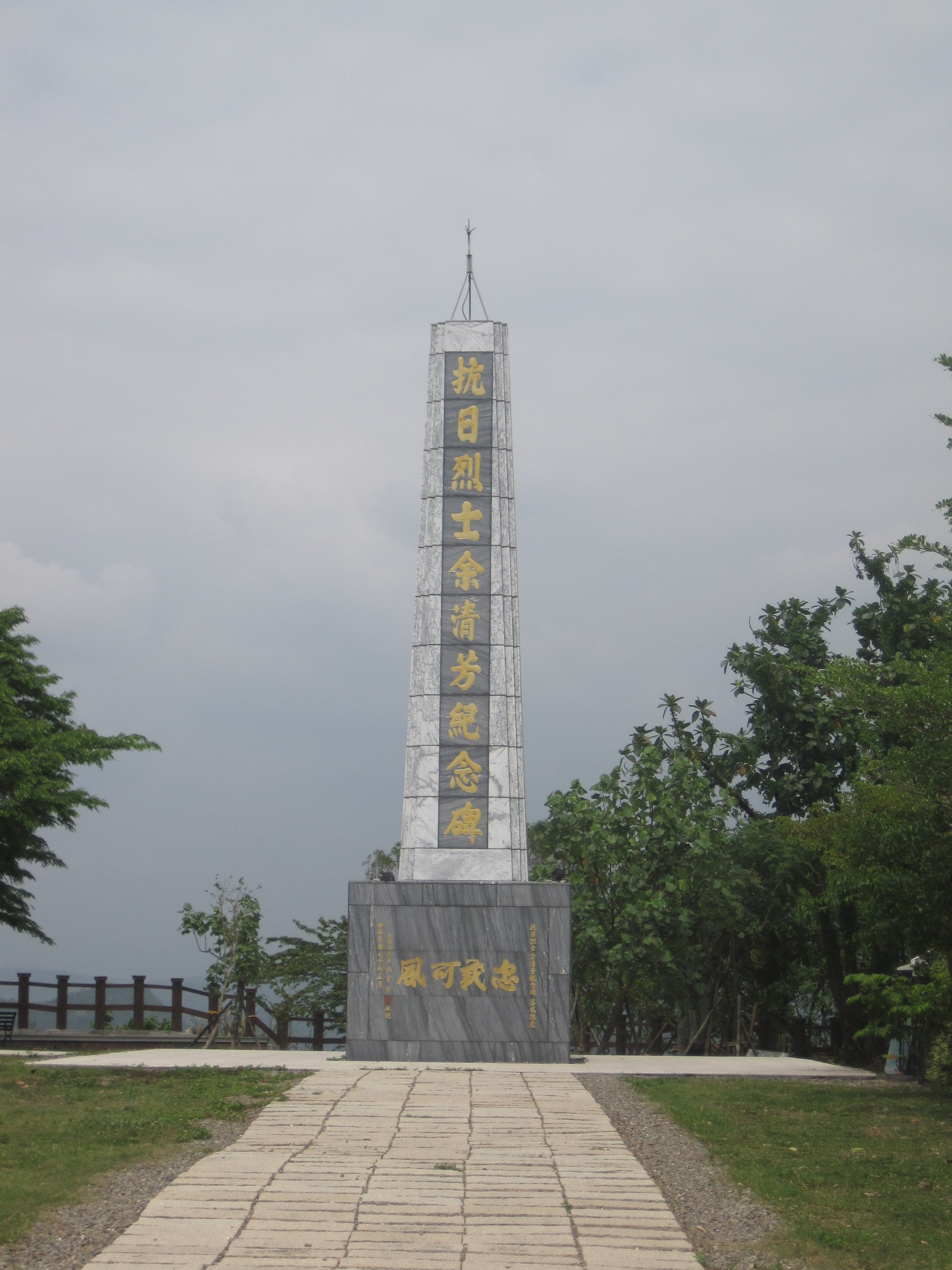
Denkmal für den Tapani-Vorfall

Die ersten historisch greifbaren Bewohner Yujings waren Angehörige taiwanisch-indigener Völker der Cau (曹) oder Tapani (噍吧哖). Während der niederländischen Kolonialherrschaft und der späteren Qing-Herrschaft war die Gegend unter dem Namen Dawulong (大武壟) bekannt. Zur Zeit der Qing-Dynastie strömten immer mehr Han-chinesische Siedler vom chinesischen Festland nach Taiwan und lösten mehrere Bevölkerungsbewegungen aus. Die Siraya wurden durch die Han aus ihrem ursprünglichen Siedlungsgebiet verdrängt und verdrängten ihrerseits die Cau aus dem Gebiet von Yujing. Ab der Regierungszeit Kaiser Yongzhengs (1722–1735) siedelten sich auch zunehmend Han direkt im Gebiet von Yujing an.
Während der japanischen Herrschaft über Taiwan (1895–1945) war die Gegend 1915 ein Zentrum des Tapani-Zwischenfalls, eines regionalen Aufstandes der örtlichen Bevölkerung gegen die Kolonialherrschaft, der niedergeschlagen wurde. Im Jahr 1920 erhielt die Region den Namen 玉井, in japanischer Lesart der Hanzi-Zeichen: Tamai, da dies in etwa dem überlieferten Namen Tapani entsprach. Im Chinesischen wurden die Zeichen Yujing ausgesprochen, mit der Bedeutung „Jadebrunnen“. Unter japanischer Herrschaft wurde Tamai-sho als Verwaltungseinheit im Kreis Shinka-gun (新化郡) der Präfektur Tainan organisiert.
Nach der Übernahme Taiwans durch die Republik China im Jahr 1945 wurde Yujing als Landgemeinde (鄉,  Xiāng) im neu eingerichteten Landkreis Tainan eingerichtet. Mit Wirkung vom 25. Dezember 2014 wurde der Landkreis aufgelöst und vollständig in die Stadt Tainan eingegliedert. Alle Landkreisgemeinden, so auch Yujing erhielten den Status von Stadtbezirken (區,  Qū).

## Bevölkerung
Mit knapp 13.000 Einwohnern (2024) gehört Yujing zu den kleineren Stadtbezirken Tainans. Die Einwohnerdichte liegt deutlich unter den Durchschnitt von Tainan, was in der bergigen Topografie begründet ist. Der Anteil der Angehörigen indigener Völker liegt deutlich unter 1 Prozent.
| Gliederung Yujings |
|                    |

## Verwaltungsgliederung
Yujing ist in 10 Ortsteile (里,  Lǐ) gegliedert.
1. Cenglin (層林里)

2. Wangming (望明里)

3. Sanhe (三和里)

4. Sanpu (三埔里)

5. Shatian (沙田里)

6. Zhuwei (竹圍里)

7. Yutian (玉田里)

8. Yujing (玉井里)

9. Zhongzheng (中正里)

10. Fengli (豐里里)

## Verkehr
Verkehrsmäßig ist Yujing gut erschlossen. In Yujing kreuzen sich die in Nord-Süd-Richtung verlaufende Provinzstraße 3 und die in Ost-West-Richtung verlaufende Provinzstraße 20. Von letzterer zweigt, im Zentrum Yujings, die Provinzstraße 84 ab, die nach Nordwesten führt.

## Landwirtschaft

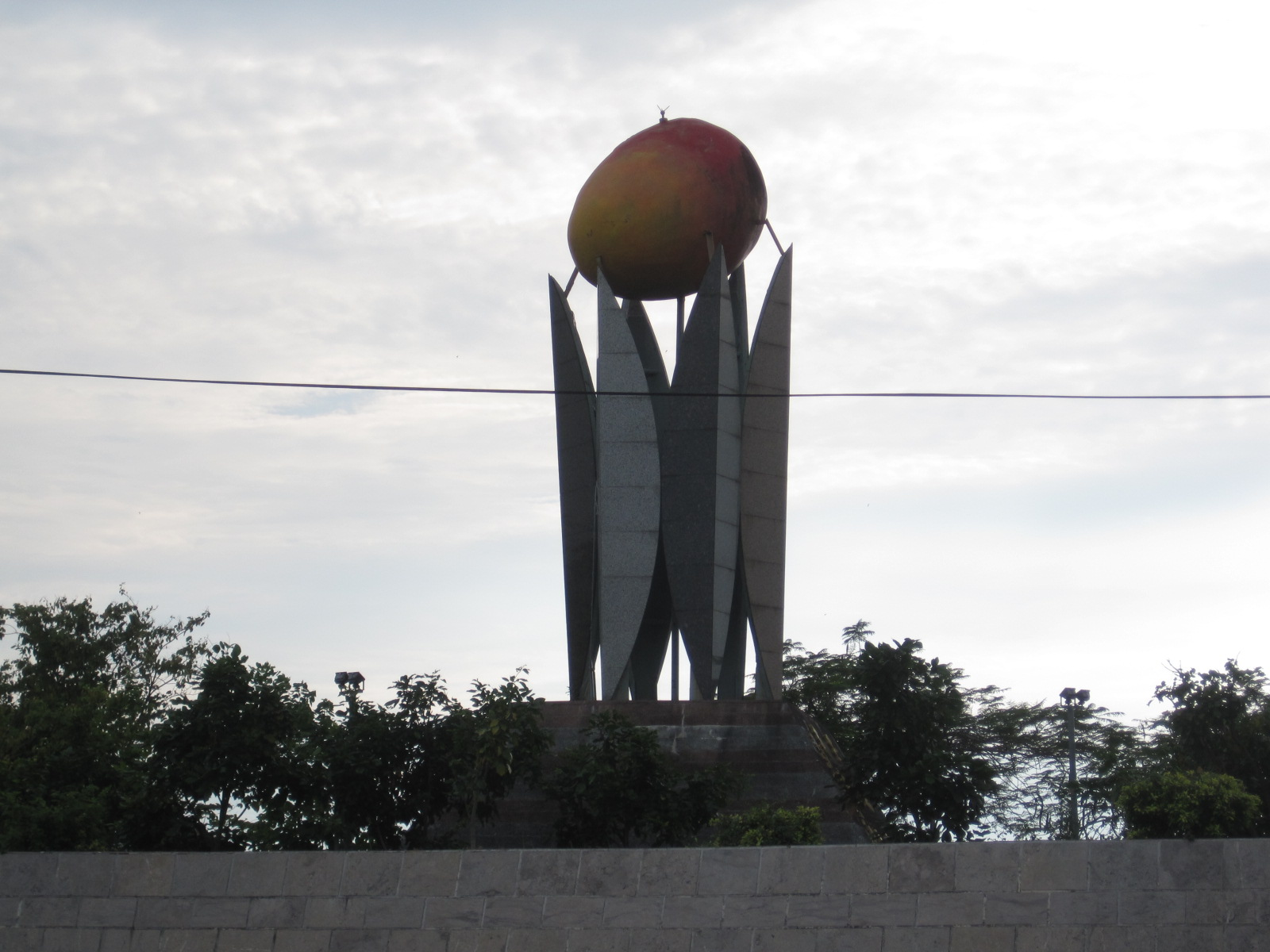
„Mango-Monument“ von Yujing

Dominierender Wirtschaftszweig ist die Landwirtschaft und hierbei vor allem der Obstbau. Produziert werden Papayas, Litschi, Longan, Sternfrucht, Wassermelone, Banane, Guaven, Ananas, und Mangos. Überregional bekannt ist Yujing für seine Mangos, von denen die verschiedensten Sorten kultiviert werden. Der Mangobaum wurde zur Zeit der niederländischen Herrschaft eingeführt. Ein systematischer Ausbau der Mangokultur erfolgte in Regie der taiwanischen Regierung ab den 1960er Jahren.

## Besonderheiten und touristische Ziele
Als sehenswert gilt der taoistische Beiji Dian oder Beji-Tempel (北極殿), der dem Xuanwu („Dunklen Krieger“) gewidmet ist und ab 1717, zur Regierungszeit Kangxis erbaut wurde. Im Osten Yujings erinnert das Yu-Qingfang-Monument (余清芳紀念碑) mitsamt umgebendem kleinen Gedächtnispark an den Tapani-Aufstand von 1915. Die ehemalige Zuckerfabrik gibt einen Eindruck von der Bedeutung der Zuckerrohrverarbeitung während der Zeit der japanischen Herrschaft.

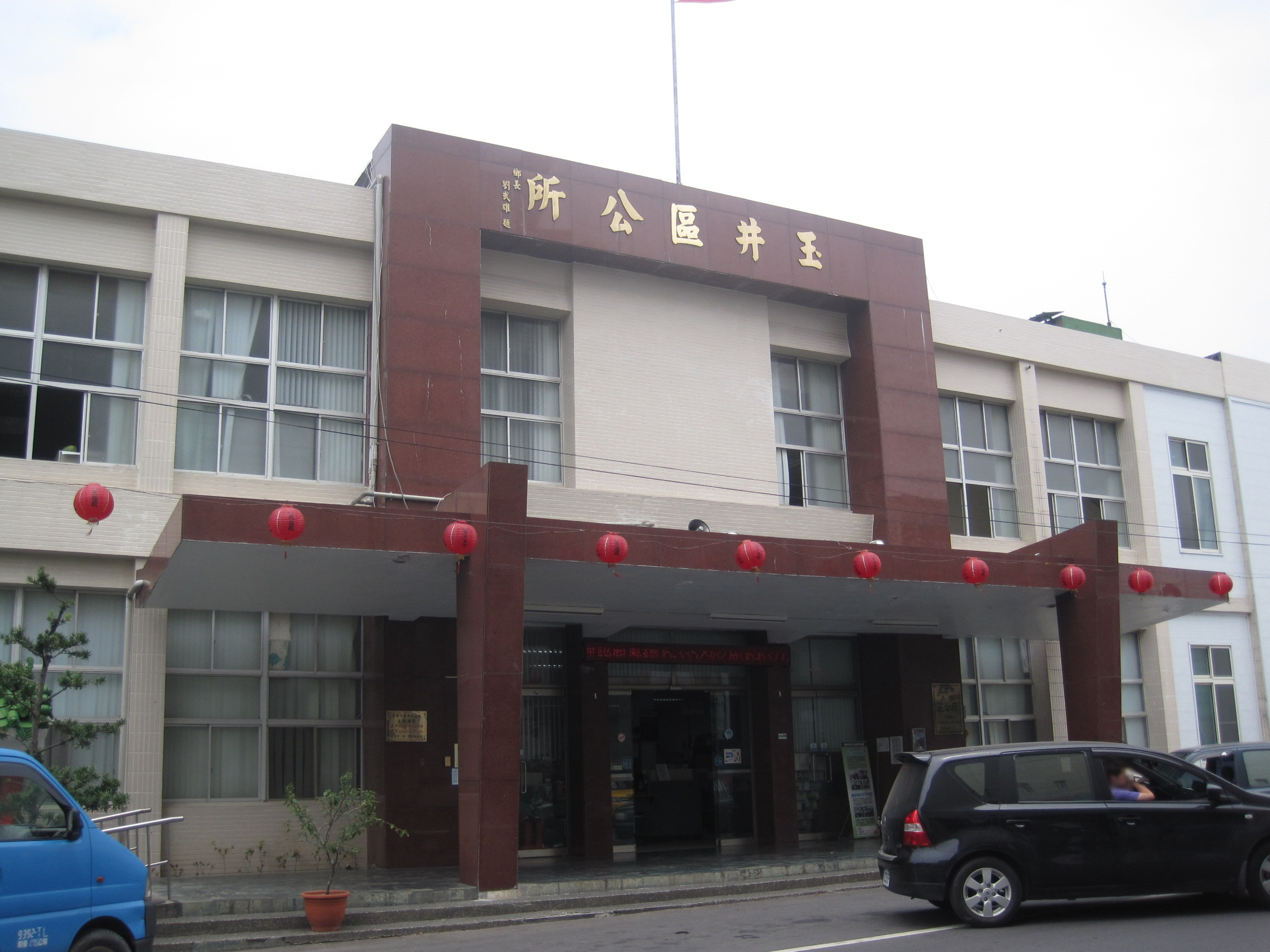
Bezirksbüro von Yujing
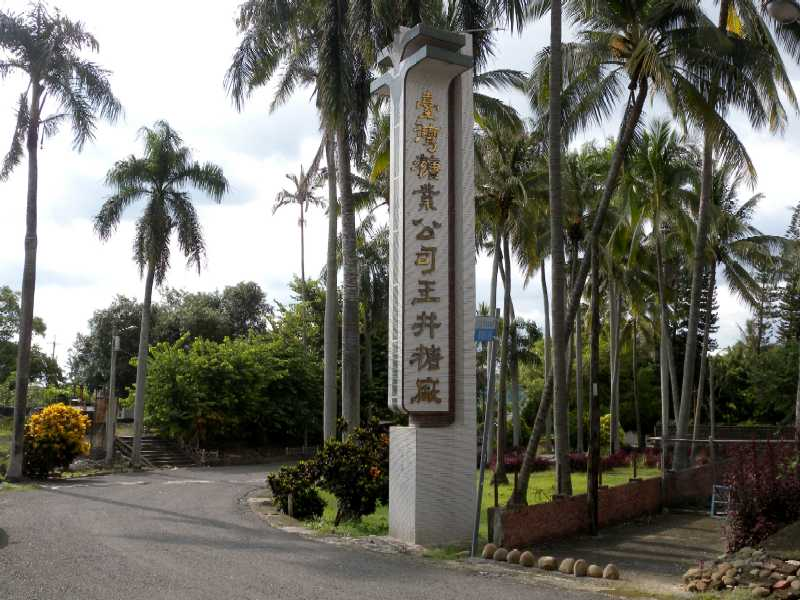
Einfahrt zur Zuckerfabrik von Yujing
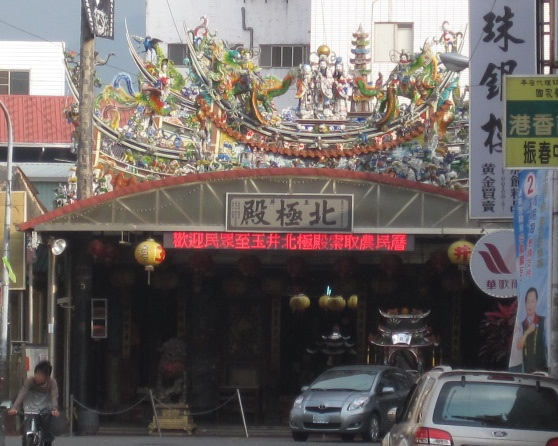
Beiji Dian